# Cele trei stigmate ale lui Palmer Eldritch
Cele trei stigmate ale lui Palmer Eldritch (1965) (titlu original The Three Stigmata of Palmer Eldritch) este un roman al scriitorului american de science fiction Philip K. Dick. În 1965 a fost nominalizat la premiul Nebula pentru "Cel mai bun roman".
Acțiunea romanului Cele trei stigmate ale lui Palmer Eldritch se petrece în secolul douăzeci și unu. Sub conducerea Națiunilor Unite, omenirea a colonizat toate planetele și sateliții locuibili din sistemul solar.
Ca multe dintre romanele lui Dick, Cele trei stigmate ale lui Palmer Eldritch folosește o gamă largă de concepte science fiction, prezentând mai multe niveluri ale realității și non-realității. Este una dintre primele opere ale lui Dick care explorează teme religioase.

## Intriga
Barney Mayerson, preștientul de vârf din New York City de la P.P. Layout, a fost recrutat pentru a coloniza planeta Marte. Mayerson tocmai s-a implicat într-o relație sexuală cu asistenta lui, Roni Fugate, deși încă este marcat de divorțul de prima soție, Emily, o artistă ceramică. Al doilea soț al lui Emily încearcă să vândă operele ei la P.P. Layouts ca posibile accesorii Perky Pat, dar Barney le recunoaște ca fiind ale lui Emily și le respinge.
Între timp, Națiunile Unite salvează nava lui Palmer Eldritch de la prăbușirea pe Pluton. Leo Bulero, șeful de la P.P. Layouts și un om "evoluat", aude zvonul că Eldritch ar fi descoperit un halucinogen extraterestru în sistemul Prox și intenționează să îl lanseze în colonii sub numele de Ale-G, cu aprobarea Națiunilor Unite. Acest lucru ar putea distruge P.P. Layouts. Bulero încearcă să ia legătura cu Eldritch, dar acesta este ținut în carantină într-un spital al Națiunilor Unite. Atât Mayerson cât și Fugate prevăd omorârea lui Eldritch de către Bulero.
Între timp, Emily și al doilea soț al său își vând vasele lui Eldritch și încep terapia de evoluare. Acest lucru o face pe Emily să involueze și să recreeze, fără să își dea seama, vase concepute anterior de ea.
Sub masca unui reporter, Bulero călătorește către satelitul artificial pe care Eldritch își ține conferința de presă. Bulero este răpit și forțat să ia intravenos Ale-G, intrând într-o lume psihică asupra căreia se pare că nici el, nici Eldtrich, nu dețin controlul. După ce se ceartă cu Eldritch pe tema afacerilor, Bulero ajunge pe ceea ce pare a fi un Pământ al viitorului. Oamenii evoluați îl văd ca pe o fantomă și îi arată un monument în care se pare că l-ar fi ucis pe Eldritch, un "dușman al sistemului Sol".
Bulero revine pe Pământ și îl concediază pe Mayerson, deoarece acestuia îi fusese teamă să vină pe satelit ca să îl salveze. Mayerson acceptă consemnarea pe Marte, dar Bulero îl recrutează ca agent dublu. Mayerson trebuie să își injecteze un virus după ce a luat Ale-G, păcălind Națiunile Unite că drogul este vătămător și trebuie interzis.
Pe Marte, Mayerson cumpără Ale-G de la un Eldritch apărut în formă holografică. Mayerson încearcă să halucineze despre o lume în care el și Emily sunt încă împreună, dar descoperă că nu are control asupra  "halucinației" sale. La fel ca Bulero, se trezește în viitor, în New York-ul de peste doi ani, unde discută cu Bulero, Fugate și propriul sine din viitor despre moartea lui Palmer Eldritch. De asemenea, mai întâlnește câteva manifestări ale lui Eldritch, identificabile prin mâna dreaptă robotică, ochii artificiali și dinții de oțel.
Eldritch se oferă să îl ajute pe Mayerson “să devină” orice dorește. Când disperatul Mayerson alege moartea, devine una cu Eldritch, care plănuiește să îl lase să moară atunci când Bulero îl va ucide pe Eldritch. Între timp, Eldritch intenționează să trăiască mai departe sub forma lui Mayerson, savurând viața simplă, trudnică, a unui colonist marțian. Blocat în corpul lui Eldritch și luat drept el, Mayerson este aproape ucis de Bulero în viitorul apropiat, dar înainte împușcăturii fatale este adus în prezent din transa indusă de Ale-G de către Bulero, care tocmai a ajuns pe Marte.
Bulero vrea să îl readucă pe Mayerson pe Pământ, dar refuză după ce află că acesta nu și-a injectat virusul. Mayerson știe acum că Bulero îl va ucide pe Eldritch, așa încât consideră că sacrificiul de a lua virusul pentru a ruina afacerea lui Eldritch nu mai este necesar, însă nu încearcă să îl convingă pe Bulero de acest lucru. Ulterior, Mayerson discută experiența lui cu un colonist neo-creștin, ajungând amândoi la concluzia că ori Eldritch a devenit un zeu în sistemul Prox, ori o ființă asemănătoare unui zeu i-a luat locul. Mayerson este convins că unele aspecte ale lui Eldritch încă se mai află în el și că, atâta vreme cât va refuza să ia din nou Ale-G, Eldritch va fi cel ucis de Bulero în viitorul apropiat. Mayerson este pe jumătate resemnat, pe jumătate plin de speranță în a accepta fără amânare continuarea vieții de colonist marțian. El ia în calcul posibilitatea ca Eldritch să fie ceea ce oamenii au crezut mereu a fi un zeu, dar dușmănos, sau, mai curând, un aspect inferior al unui fel de zeu mai mare și mai bun.

## Traduceri în limba română
- 1996 - Cele trei stigmate ale lui Palmer Eldritch, Ed. Nemira, Colecția "Nautilus" nr. 100, traducere Mircea Ștefancu, 256 pag., ISBN 973-569-136-1
- 2006 - Cele trei stigmate ale lui Palmer Eldritch, Ed. Nemira, Colecția "Nautilus", traducere Mircea Ștefancu, 320 pag., ISBN 978-973-569-910-9
- 2014 - Cele trei stigmate ale lui Palmer Eldritch, Ed. Nemira, Colecția "Nautilus", traducere Mircea Ștefancu, 256 pag., ISBN 978-606-579-841-0

### Critici
- Rossi, Umberto. "Dick e la questione della tecnica (o Della tecnologia)", Technology and the American Imagination: An Ongoing Challenge, Atti del XII Convegno biennale AISNA, Eds. Mamoli Zorzi and Bisutti de Riz, Venezia: Supernova, 1994, pp. 473-83.

## Informații despre publicare
- Tuck, Donald H. (1974). The Encyclopedia of Science Fiction and Fantasy. Chicago: Advent. p. 142. ISBN 0-911682-20-1.